# 茹阿爾
茹阿爾（法語：Jouarre，法語發音：[ʒwaʁ] ⓘ）是法国塞纳-马恩省的一个市镇，属于莫城区。

## 地理
茹阿爾（48°55'37"N, 3°7'48"E）面积42.19 平方千米，位于法国法蘭西島大區塞纳-马恩省，该省份为法国北部内陆省份，北起瓦兹省，西接埃松省、马恩河谷省、塞纳-圣但尼省和瓦兹河谷省，南至卢瓦雷省，东南接约讷省，东临马恩省和奥布省，东北接埃纳省。
与茹阿爾接壤的市镇（或旧市镇、城区）包括：皮埃尔勒韦、布里地区勒伊、马恩河畔萨西、莫蘭河畔聖西爾、圣日耳曼苏杜、萨姆龙、塞特索尔、锡尼-锡涅、欧努瓦、杜村、拉费泰苏茹阿尔、日尔穆捷。

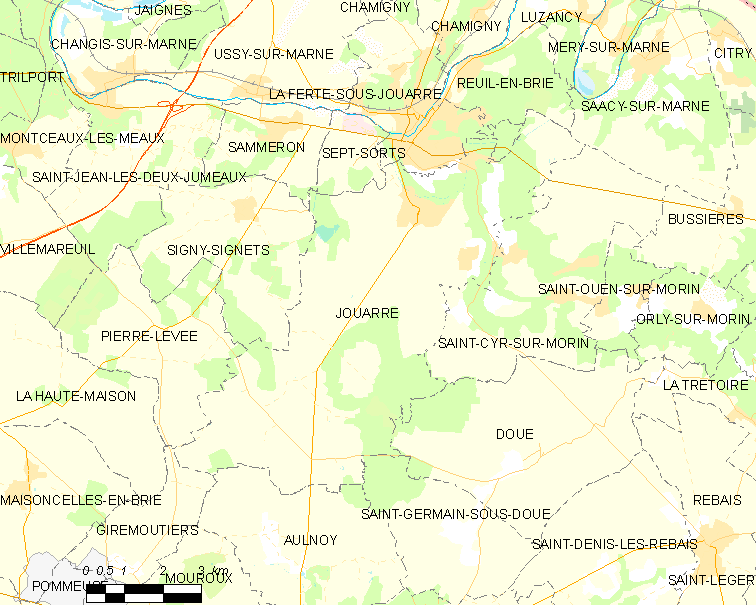
茹阿爾的OSM定位图

茹阿爾的时区为UTC+01:00、UTC+02:00（夏令时）。

## 行政
茹阿爾的邮政编码为77640，INSEE市镇编码为77238。

## 政治
茹阿爾所属的省级选区为拉费泰苏茹阿尔县。

## 人口

1962-2008年间茹阿爾人口变化图示

茹阿爾于2022年1月1日时的人口数量为4262人。